# Iodoetano
Iodoetano ou iodeto de etila é um composto químico incolor e inflamável. Tem a fórmula química C2H5I e pode ser preparado através do aquecimento do iodo e do fósforo na presença de etanol. Ele se decompõe na presença de luz ou no contato com o ar. O iodeto de etila é muito utilizado para reações de alquilação.